# Szenanh
Szenanh ókori egyiptomi kincstárnok volt a XII. dinasztia idején, III. Szenuszert uralkodása alatt.
Egyetlen sziklafeliratról ismert, Szehel szigetéről, Asszuántól délre. Itt a „királyi pecsétőr”, „egyetlen barát” és „az egész ország munkavezetője” címeket viseli. A III. Szenuszert nyolcadik uralkodási évében készült felirat egy Hakauré útjai gyönyörűek nevű csatorna kiásásáról vagy kitisztításáról számol be. A Hakauré III. Szenuszert uralkodói neve.

## Fordítás
- Ez a szócikk részben vagy egészben  a   Senankh című angol Wikipédia-szócikk ezen változatának fordításán alapul.  Az eredeti cikk szerkesztőit annak laptörténete sorolja fel. Ez a jelzés csupán a megfogalmazás eredetét és a szerzői jogokat jelzi, nem szolgál a cikkben szereplő információk forrásmegjelöléseként.